# Clausophyes moserae
Clausophyes moserae is een hydroïdpoliep uit de familie Clausophyidae. De poliep komt uit het geslacht Clausophyes. Clausophyes moserae werd in 1988 voor het eerst wetenschappelijk beschreven door Margulis. 